# Saldaña de Burgos
Saldaña de Burgos est une commune d'Espagne dans la communauté autonome de Castille-et-León, province de Burgos. Elle s'étend sur 8,15 km2 et comptait environ 185 habitants en 2011.